# Edward St John Jackson
Sir Edward St John Jackson, KCMG, KBE, QC (* 14. Oktober 1886; † 29. August 1961) war ein britischer Kolonialrichter und Administrator.

## Leben
Jackson, der Sohn von Sir Henry Moore Jackson und seiner Frau Emily (geb. Shea), wuchs im römisch-katholischen Glauben seiner Mutter auf. Er wurde am Stonyhurst College und Beaumont College (beide Jesuitenschulen) sowie am Brasenose College in Oxford ausgebildet, wo er Jura studierte und 1908 seinen Abschluss machte. 1910 wurde er vom Inner Temple als Rechtsanwalt zugelassen.
1912 wurde er zum Rechtsberater der Kolonialregierung von Gambia ernannt. 1918 wurde er zum Generalstaatsanwalt des Nyasaland-Protektorats ernannt, bevor er 1920 zum Obersten Gerichtshof des Nyasaland-Protektorats ernannt wurde. Anschließend war er zwischen 1924 und 1929 Generalstaatsanwalt des Tanganjika-Territoriums. Er war der 23. Generalstaatsanwalt von Ceylon.
Er wurde am 12. Mai 1929 als Nachfolger von Lancelot Henry Elphinstone ernannt und hatte das Amt bis 1936 inne. Sein Nachfolger wurde John Curtois Howard.
Zwischen 1937 und 1940 war Jackson Rechtssekretär der maltesischen Regierung und zwischen 1940 und 1943 Vizegouverneur der Kolonie. Von 1943 bis 1951 war er Oberster Richter von Zypern. Im Jahr 1953 war er Richter und dann Oberster Richter am Obersten Gerichtshof der britischen Besatzungszone in Deutschland. Er war außerdem in verschiedenen Regierungsgremien mit Bezug zu Deutschland tätig.

## Ehrungen und Auszeichnungen
Jackson wurde 1929 zum King’s Counsel (Ceylon) ernannt. Er wurde 1933 zum Knight Bachelor, 1941 zum KBE (zuvor 1918 zum OBE ernannt) und 1943 zum KCMG ernannt.